# La catástrofe (novela de 1924)
La catástrofe es una novela española de ciencia ficción del escritor y traductor ruso Naúm Yákovlevich Kágan, publicada en Madrid en 1924 con el seudónimo de Nicolás Tasín.
Ya en 1922 se publicó en Berlín, escrita en ruso, una versión más corta, Катастрофа (Katastrofa), la cual el propio autor reescribió en español directamente y amplió hasta cerca del doble de su extensión original.

.

## Argumento
En la sesión extraordinaria de la Academia Francesa, celebrada el 27 de marzo de 1967, fueron designados con el nombre de zootauros. [...] A su paso, la tierra retumbó con un ruido infernal que sólo los muertos hubiesen podido dejar de oír.

Unos seres gigantescos atacan de noche París, donde el autor sitúa principalmente la novela.
Según informaciones recibidas, a pesar de la dificultad en las comunicaciones,  habrían sufrido su ataque al mismo tiempo en Europa central y meridional (Londres, Berlín, Roma, Madrid, San Petersburgo) y en Estados Unidos, causando numerosas muertes y destrucción.
A París, empiezan a llegar oleadas de gente desplazada buscando vanamente la protección en la ciudad. Noche tras noche, continúa la devastación provocada por esos seres venidos presuntamente de Marte, aumentando el pánico y el desconcierto.